# 韋恩斯伯勒 (賓夕法尼亞州)

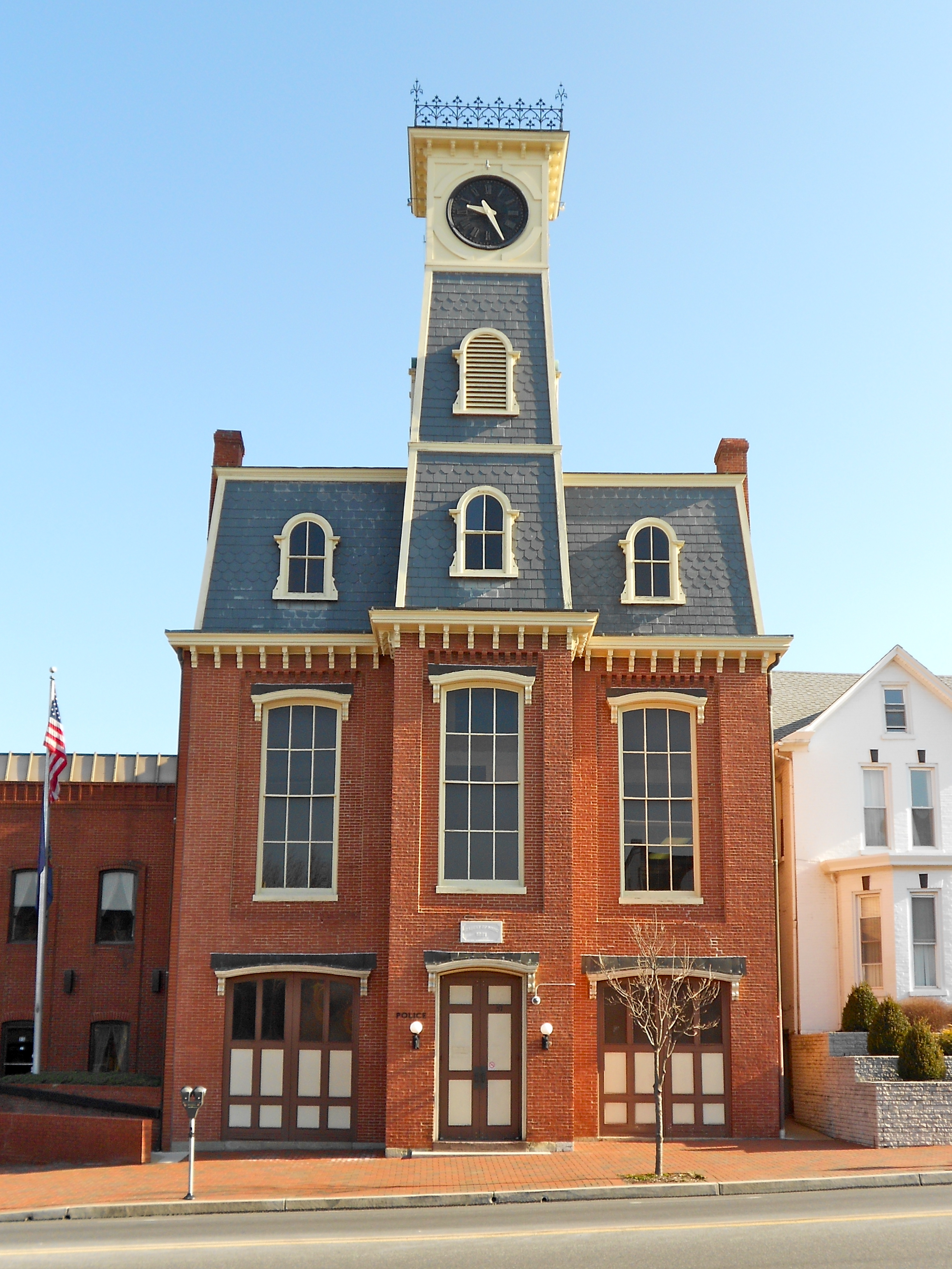
韋恩斯伯勒鎮廳

韋恩斯伯勒（Waynesboro）位於美國賓夕法尼亞州富蘭克林縣，2020年有人口10,951人。韋恩斯伯勒位在坎伯蘭山谷，靠近賓夕法尼亞州與馬里蘭州的州界梅森-迪克森線。